# Прудников, Александр Александрович
Алекса́ндр Алекса́ндрович Пру́дников (род. 26 февраля 1989, Смоленск) — российский футболист, нападающий.

## Биография

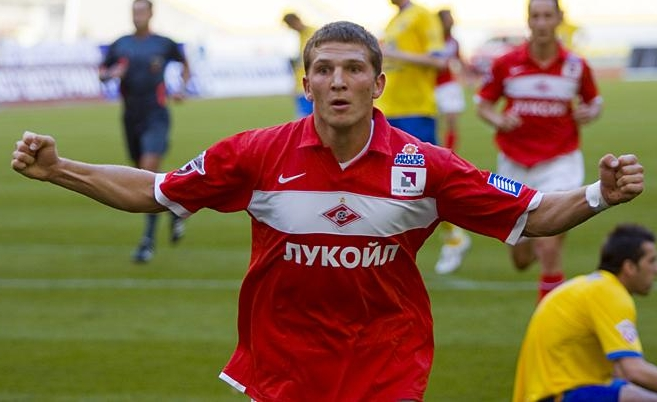
Прудников в «Спартаке»

Воспитанник московского «Спартака». Летом 2006 года в составе сборной России победил на юношеском чемпионате Европы (U-17). В 2007 году участвовал в двух матчах на Кубке Меридиана, который разыгрывали в Барселоне сборные Европы и Африки, составленные из юношей не старше 18 лет. Трофей завоевала европейская команда, разгромившая африканцев в обоих матчах (6:1, 4:0). В обоих матчах Прудников отметился голами. 8 апреля 2007 года дебютировал в основном составе «Спартака», выйдя на замену в матче с «Лучом-Энергией», забил в той игре победный гол. Выступал за молодёжную сборную России. Осенью 2008 года вызывался во взрослую сборную страны для подготовки к отборочным матчам ЧМ-2010 против сборных Германии и Финляндии, однако на поле не выходил.
12 марта 2009 года был отдан в аренду на первый круг чемпионата России в грозненский «Терек». В июле 2009 года был отдан в аренду в клуб «Спарта» Прага сроком на один год. В декабре 2009 года клуб объявил, что договор об аренде будет разорван досрочно. Прудников сыграл за «Спарту» в восьми играх чемпионата и шести еврокубковых матчах, не забив ни одного гола.
В марте 2010 года на правах аренды перешёл в «Томь». В августе 2010 года вернулся в «Спартак» и был внесён в заявку на участие в групповом турнире Лиги чемпионов, но не провёл ни одной игры до конца сезона за основной состав. В чемпионате России принял участие в 6 матчах, не забив ни одного гола.
С марта 2011 года играл до конца сезона за махачкалинский «Анжи» на правах аренды.
6 сентября 2012 заключил контракт с «Кубанью» сроком на 3,5 года. Но 10 декабря выяснилось, что на самом деле футболист был в «Кубани» только на правах аренды и по её завершении покинул клуб. В январе 2013 года стал футболистом «Алании».
4 июля 2013 подписал двухлетний контракт с «Рубином». За казанский клуб дебютировал 18 июля в матче Лиги Европы против «Ягодины», на 12 минуте забил гол. 14 октября 2013 забил гол в ворота «Уиган Атлетик», игра закончилась со счётом 1:1. 20 апреля 2014 года в матче против московского «Спартака» забил гол в добавленное к основному время матча и помог команде одержать волевую победу 2:1.
15 июля 2014 года подписал однолетний контракт с московским «Динамо».
9 февраля 2015 года перешёл в пермский «Амкар».
Летом 2016 года заключил контракт с «Оренбургом». За полгода в команде результативными действиями в официальных матчах не отметился. Зимой 2017 года расторг соглашение и отправился на просмотр в «Локомотив», но не подошёл железнодорожникам, после чего пополнил ряды махачкалинского «Анжи». 12 сентября 2018 года Прудников подписал контракт с юрмальским «Спартаком». 20 февраля 2019 года перешёл в армянский клуб «Алашкерт».
13 сентября 2019 года заключил трехмесячный контракт с белорусским клубом «Витебск». В зимнее трансферное окно покинул команду.

## Личная жизнь
Отец — Александр Владимирович Прудников (1965 — 18 мая 1999), занимался вольной борьбой и рукопашным боем у Тадеуша Касьянова, имел звание мастера спорта. Он привёл сына в футбол. По словам скаута «Спартака» Артёма Хачатуряна, Прудников-старший был криминальным авторитетом Смоленска и был убит на глазах у сына, сам Прудников отказался в своё время комментировать возможное криминальное прошлое отца, заявив, что «давно всех простил» и что спортивной карьере отца помешали обстоятельства.

## Статистика выступлений

### Клубная статистика
По состоянию на 21 февраля 2019 года.
| Клуб             | Сезон   | Чемпионат | Чемпионат | Кубки | Кубки | Еврокубки | Еврокубки | Всего | Всего |
| Клуб             | Сезон   | Игры      | Голы      | Игры  | Голы  | Игры      | Голы      | Игры  | Голы  |
| ---------------- | ------- | --------- | --------- | ----- | ----- | --------- | --------- | ----- | ----- |
| Спартак (Москва) | 2007    | 12        | 2         | 3     | 1     | 3         | 0         | 18    | 3     |
| Спартак (Москва) | 2008    | 21        | 2         | 2     | 1     | 5         | 0         | 28    | 3     |
| → Терек          | 2009    | 7         | 0         | 0     | 0     | 0         | 0         | 7     | 0     |
| → Спарта         | 2009/10 | 8         | 0         | 0     | 0     | 6         | 0         | 14    | 0     |
| → Томь           | 2010    | 6         | 0         | 0     | 0     | 0         | 0         | 6     | 0     |
| → Анжи           | 2011/12 | 19        | 3         | 2     | 0     | 0         | 0         | 21    | 3     |
| → Кубань         | 2012/13 | 2         | 0         | 2     | 1     | 0         | 0         | 4     | 1     |
| Алания           | 2012/13 | 3         | 0         | 0     | 0     | 0         | 0         | 3     | 0     |
| Рубин            | 2013/14 | 17        | 3         | 1     | 0     | 10        | 3         | 28    | 6     |
| Динамо           | 2014/15 | 6         | 0         | 1     | 0     | 4         | 0         | 11    | 0     |
| Амкар            | 2014/15 | 13        | 4         | 0     | 0     | 0         | 0         | 13    | 4     |
| Амкар            | 2015/16 | 28        | 2         | 3     | 1     | 0         | 0         | 31    | 3     |
| Оренбург         | 2016/17 | 4         | 0         | 0     | 0     | 0         | 0         | 4     | 0     |
| Анжи             | 2016/17 | 10        | 3         | 1     | 0     | 0         | 0         | 10    | 3     |
| Анжи             | 2017/18 | 19        | 1         | 0     | 0     | 0         | 0         | 19    | 1     |
| Спартак (Юрмала) | 2018    | 9         | 4         | 0     | 0     | 0         | 0         | 9     | 4     |
| Итого            | Итого   | 184       | 24        | 15    | 4     | 28        | 3         | 227   | 31    |

## Достижения
«Спартак» (Москва)
- Серебряный призёр чемпионата России: 2007

Сборная России (до 17)
- Чемпион Европы среди юношей до 17 лет: 2006

## В медиафутболе
В 2023 году выступал за медиафутбольный клуб «Народная Команда», созданный фанатами «Спартака».